# Gerard Doustraat
De Gerard Doustraat is een straat in Amsterdam-Zuid, De Pijp. De straat is in 1872 genoemd naar Gerard Dou, de chiquere Franse naam voor de 17e-eeuwse kunstschilder Gerrit Dou.

## Ligging

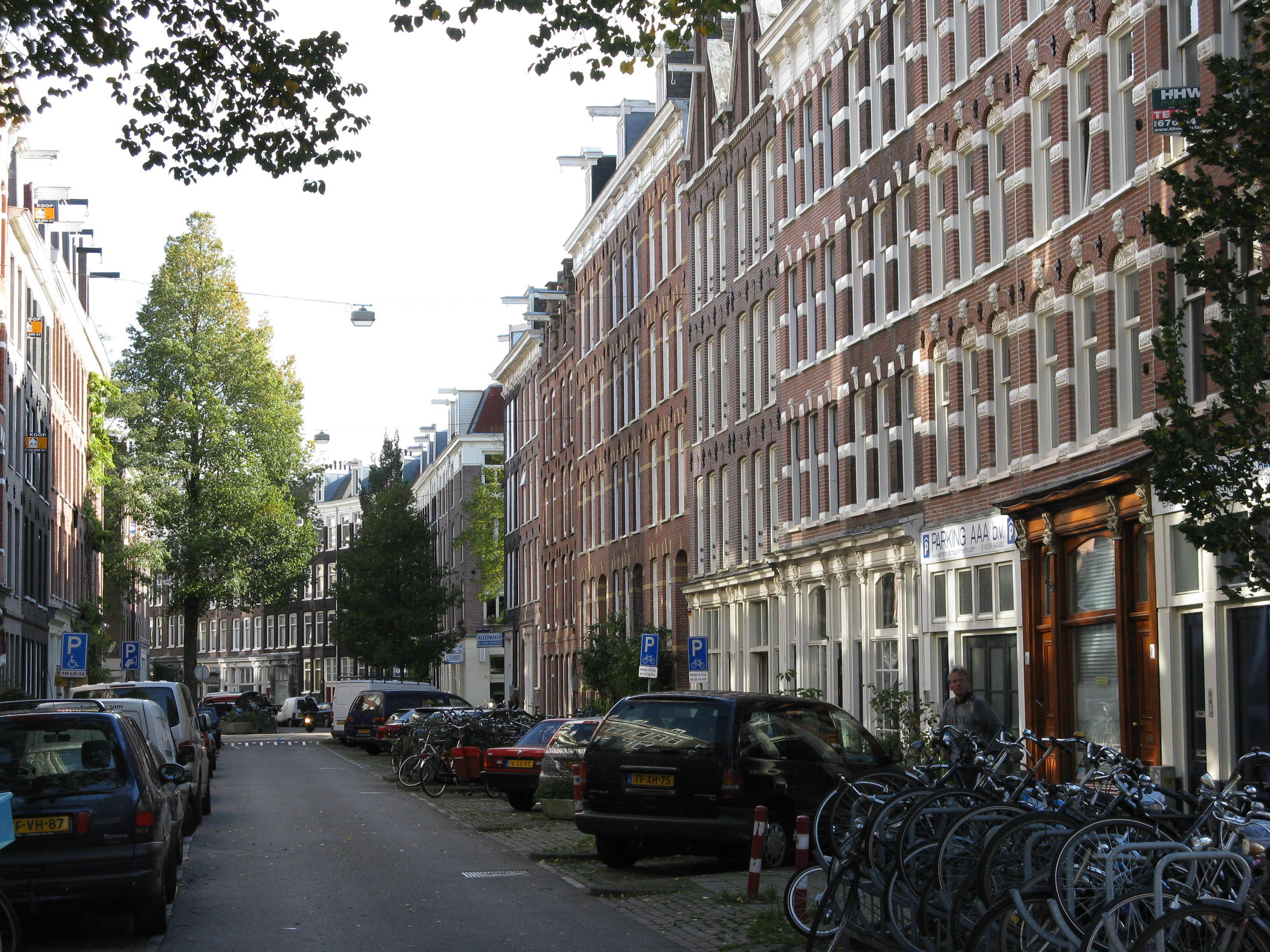
Gerard Doustraat voor de knik

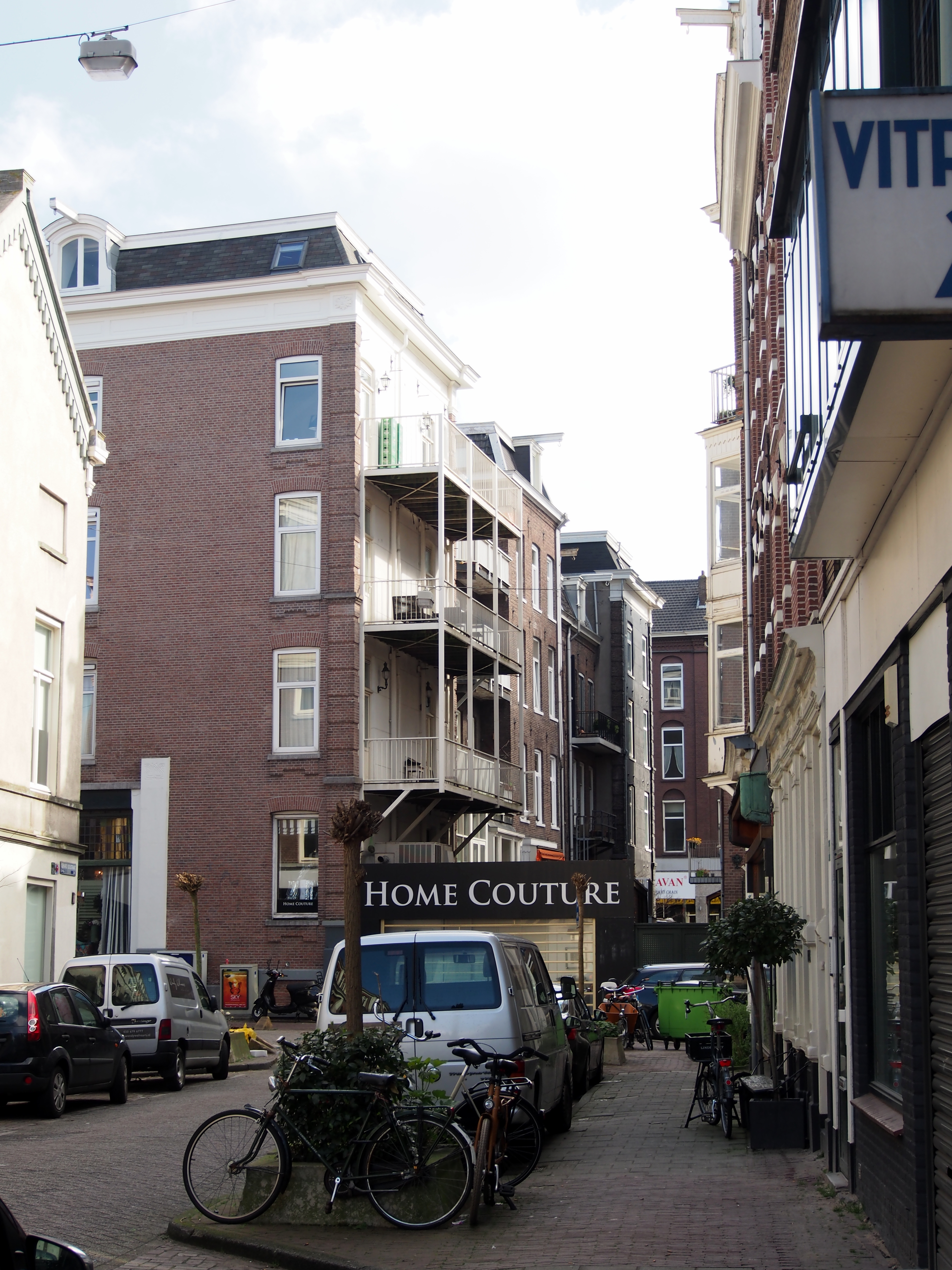
Gerard Doustraat met de opening naar de Van Woustraat

De straat is aangelegd in de laatste helft van de 19e eeuw, waarbij allerlei huiseigenaren panden lieten neerzetten. De straat is karakteristiek voor De Pijp, omdat ze relatief lang en smal is. De straat is aangelegd volgens het slotenpatroon, dat aanwezig was in het platteland dat hier lag voordat de wijk gebouwd werd op de plek van het Noordelijke Zaagmolenpad. De straat begint qua nummering bij de Boerenwetering of Ruysdaelkade. Na het eerste stuk straat, waar tot laat in de 20e eeuw prostitutie plaatsvond,  volgt een knik, waarna de straat recht doorloopt tot aan de Nicolaas Berchemstraat. Het zag er destijds wel naar uit dat de straat zou eindigen op de Van Woustraat, dat stuk is in de 21e eeuw nog te herkennen, doordat er geen bebouwing is.
Straten die verbinding hebben met deze straat zijn (van west naar oost)
- Ruysdaelkade
- Frans Halsstraat
- Ferdinand Bolstraat ter hoogte van het Picoplein
- Eerste van der Helststraat
- Gerard Douplein
- Quellijnstraat
- Tweede Jacob van Campenstraat
- Eerste Sweelinckstraat
- Nicolaas Berchemstraat

## Bebouwing
De meeste gebouwen aan de Gerard Doustraat hebben dan ook weer een karakteristieke indeling, diep en smal. De woningen waren door overbevolking van Amsterdam en de hoge huurprijzen veelvuldig opgedeeld in voor- en achterwoning. De meeste woningen hadden geen wasgelegenheid, daarvoor was het badhuis aan de Eerste Sweelinckstraat 10 geplaatst. De zogenaamde halve woningen zijn in de late 20e eeuw bijna allemaal weer samengevoegd.
In de jaren tachtig werd bij onderzoek (en klachten) vastgesteld dat een aantal gebouwen flink begon te verzakken. In eerste instantie wilde men net als in de Kinkerbuurt hele woonblokken slopen en vervangen, maar daar werd van afgezien. Men vreesde dat het oude karakter van de wijk verloren zou gaan, maar tevens was het geld voor grote renovatie niet beschikbaar. Er werd gekozen voor een vijf fases van renovatie. Er werd een splitsing gemaakt in gebouwen die alleen opgeknapt hoefden te worden en gebouwen die nog een aantal jaren meekonden. Die laatste kende vier termijnen, die soms achteraf aangepast moesten worden omdat panden eerder verzakten dan gepland. Oorzaak waren de vele heiwerkzaamheden, die nodig waren voor de nieuwbouw. Gevolg is dat er in de straat een mengeling is van nieuw- en oudbouw binnen de blokken. De gehele straat is eenrichtingsverkeer. Tijdens en na de renovatie werd de wijk geliefder om in te wonen, de wijk trok zowel studenten als yuppen aan.

## Monumenten

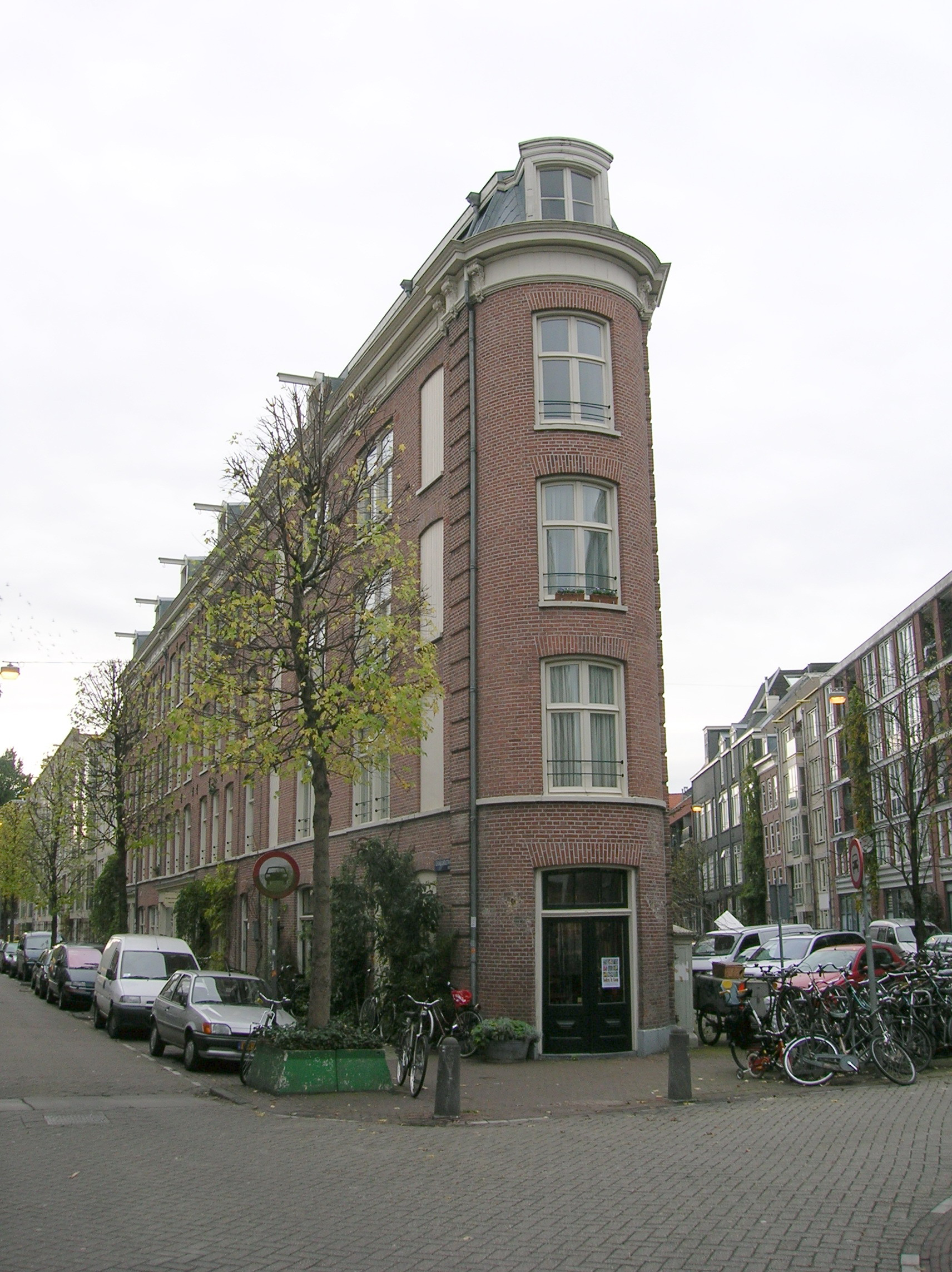
De Punt

Aan de Gerard Doustraat staat een aantal gemeentelijke en rijksmonumenten:
- Gerard Doustraat 156, Stadsbank van Lening (Gemeentemonument)
- Gerard Doustraat 220, voormalige school, nu tandheelkundig centrum (Gemeentemonument)
- Gerard Doustraat 238, Joodse synagoge (rijksmonument)
- Gerard Doustraat 129-137, een zogenaamde taartpunt, plaatselijk De Punt genoemd (Gemeentemonument)
- Gerard Doustraat 175-181 (Gemeentemonument)
- Gerard Doustraat 183 maakt deel uit van het monument Stadhouderskade 115.

Een ander markant gebouw in de straat is een voormalig centrum van het Leger des Heils, later een sikh-tempel.